# Pożegnanie cesarzy
Pożegnanie cesarzy – polski film obyczajowy z 1988 w reżyserii Romana Załuskiego. Główną rolę zagrał Jan Świderski, dla którego była to ostatnia aktorska kreacja w karierze (aktor zmarł jeszcze przed premierą filmu).

## Obsada
- Jan Świderski – Tomasz
- Maciej Góraj – Felek, wnuk Tomasza
- Tomasz Budyta – Olek, wnuk Tomasza
- Katarzyna Łaniewska – Hanka, córka Tomasza
- Jerzy Turek – Paweł, zięć Tomasza
- Janusz Paluszkiewicz – Błażej, sąsiad Tomasza
- Maciej Maciejewski – Wawrzek, sąsiad Tomasza
- Daniel Kozakiewicz
- Jacek Romańczuk
- Maria Marciniak
- Krystyna Wyszomirska

## Fabuła
Rok 1919; właśnie zakończyła się I wojna światowa, a Polska odzyskała niepodległość. Stary gospodarz, Tomasz - chłop z dziada pradziada mieszka na wsi w otoczeniu najbliższych. Pomimo zachodzących zmian Tomasz wciąż żyje we własnym świecie, nie przyjmując do wiadomości, że nie ma już cara, a Polska jest wolna.  Wciąż pozostaje wierny rosyjskiemu cesarzowi, a świat stworzony przez zaborców wydaje mu się nienaruszalny. Po całym życiu spędzonym w zniewolonym kraju nie dociera do niego, że może być inaczej. Dopiero konfrontacja Tomasza z poglądami i doświadczeniami jego wnuków skłania go w końcu do ostatecznego pożegnania się z przeszłością i pogodzenia się z teraźniejszością.